# Abraham Ludwig Muhl
Abraham Ludwig Muhl (* 5. Januar 1768 in Danzig, Polnisch-Preußen; † 26. November 1835 in Uhlkau bei Danzig, Provinz Preußen) war ein deutscher Kaufmann und Senator in Danzig.

## Leben

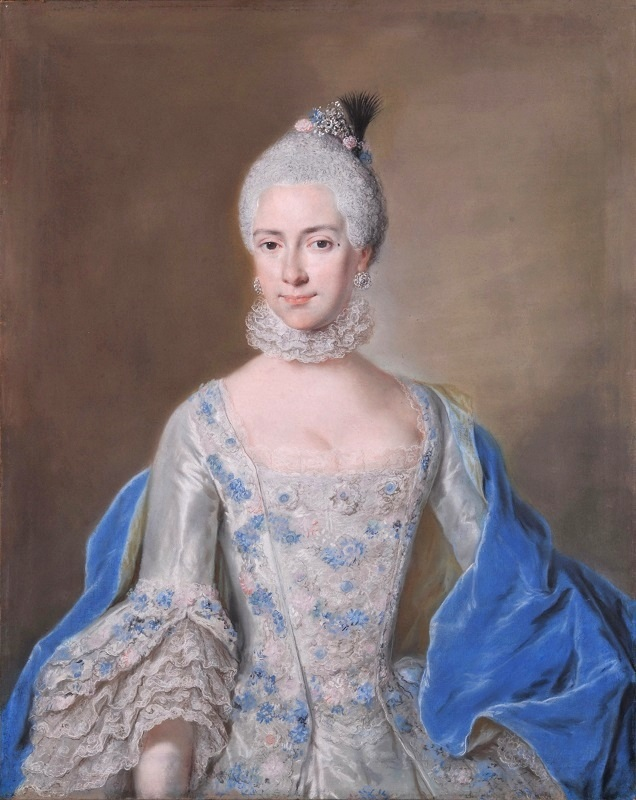
Die Mutter Johanna Muhl

Abraham Muhl stammte väterlicherseits  aus einer deutschen Kaufmannsfamilie, die 1717 nach Danzig eingewandert war. Der Vater Friedrich Muhl war vermögender Kaufmann und Ratsherr, die Mutter Johanna Florentine war Tochter des polnischen Pfarrers und Autors Paul Świetlicki (Schwidlitzki). Abraham Muhl besuchte eine kaufmännische Schule in Hamburg, einem Wohnort der Vorfahren, von 1782 bis 1788  und arbeitete dann im Unternehmen des Vaters in Danzig.
Nach dessen Tod 1797 übernahm er die Firma und wurde zu einem der einflussreichsten Persönlichkeiten der Stadt. 1799 beteiligte er sich an einer Aktionärsgruppe um Jacob Kabrun, die den Bau des neuen Theaters am Kohlenmarkt finanzierte.
1808 wurde Muhl Senator in Danzig, nachdem dieses als  Freie Stadt unter französischer Vorherrschaft geworden war. In diesem Jahr  war er Mitglied der Delegation, die in Hamburg über die Reparationszahlungen der Stadt an Napoleon verhandelte.
Abraham Muhl handelte vor allem mit Getreide und Wein. Er besaß zwei Handelsschiffe, sowie einige Häuser und Güter in Danzig und Umgebung. 1813 verbrannte ein erheblicher Teil seiner Bestände auf der Speicherinsel durch Kriegshandlungen.
Abraham Muhl übernahm einen großen Teil der französischen Entschädigungsforderungen an Danzig.
Nachdem die Stadt 1814 wieder unter preußische Hoheit gekommen war, wurde er Mitglied der preußischen Handelskammer.
1819 ging das Handelshaus A. L. Muhl & Co. in Konkurs. Der Philosoph Arthur Schopenhauer, seine Mutter Johanna und andere Gläubiger verloren einen erheblichen Teil ihres angelegten Vermögens.
Abraham Muhl zog sich auf sein Gut in Uhlkau zurück, wo er 1835 starb.